# Don Juan in der Mädchenschule
Don Juan in der Mädchenschule ist eine deutsche Stummfilmkomödie aus dem Jahre 1928 von und mit Reinhold Schünzel. Der Geschichte liegt der Schwank Der ungetreue Eckehart (1913) von Hans Sturm zugrunde. 

## Handlung
Dr. Eckehart Bleibtreu, der als Studienrat seinen Dienst in einer Mädchenschule verrichtet, gilt als hyperkorrekt und treuer Ehemann. Alles läuft bei ihm präzise ab, wie ein Uhrwerk; dabei hat er sich in seinen Handlungen jedoch ein gütiges Herz bewahrt. Sein Schwager Fritz Stürmer ist da aus einem ganz anderen Holz. Der verheiratete, notorische Schlawiner, der bei einem Seitensprung mit der Nachtclubentertainerin Susanne Bach, in entsprechenden Kreisen auch als „Tutti Frutti“ bekannt, erwischt wurde, nutzt die Gutmütigkeit Eckeharts schamlos aus, in dem er behauptet, nicht er hätte seine Frau betrogen, sondern Eckehart sei der Übeltäter gewesen. Der aber hat nun alle Mühe gegenüber seiner Familie seine Unschuld zu beteuern, denn niemand will ihm glauben und seine Frau Trude ihn verlassen. 
In seinem Frust geht er mit Freunden auf die Piste und lernt dabei ausgerechnet diejenige Susanne kennen, die angeblich seine Geliebte sein soll. Ohne zu wissen, bei wem es sich bei ihr handelt, verleben Eckehart und seine Kumpane einen lustigen, geselligen Abend mit „Tutti Frutti“. Bald scheint die ganze Affäre auszuufern. Immerhin hat die ganze Malaise den Vorteil, dass ihn seine Schülerinnen nunmehr anzuhimmeln beginnen, gilt er doch jetzt als Don Juan. Als Susanne dann auch noch einen veritablen Prinz kennen lernt, der ganz verrückt nach ihr ist, gerät Eckeharts Leben in Gefahr. Bis alle Verstrickungen entwirrt sind und Eckeharts guter Ruf als braver Ehemann wiederhergestellt ist, durchläuft das Leben des Don Juan wider Willen noch so manche turbulente Wendung.

## Produktionsnotizen
Don Juan in der Mädchenschule entstand Mitte 1928 in den UFA-Studios, passierte am 17. August desselben Jahres die Filmzensur und wurde am 7. September 1928 im Berliner Alhambra-Kino uraufgeführt. Die Länge des mit Jugendverbot belegten Siebenakters betrug 2173 Meter.
Die Filmbauten gestalteten von Gustav Knauer und Willy Schiller.

## Kritiken
In Wiens Kino-Journal heißt es, die Geschichte gebe die „Gelegenheit zu einer Fülle unterhaltender und sehr originell ausgedachter Details. Fazit: Man lacht, man unterhält sich, und damit ist dem Film das beste Zeugnis erteilt.“.
Das Grazer Tagblatt befand: „… die sehr geschmackvolle und naturwahre Aufmachung kommt dem Stücke zugute. Aus dem trefflichen Ensemble sei vor allem der kaustische Reinhold Schünzel und neben ihm Helen Steel und Lydia Potechina genannt. Freunde guter Schwänke werden sich hier köstlich unterhalten.“
Die Stunde schrieb: „Reinhold Schünzel … versteht meisterhaft sowohl sein Spiel als auch das ganze Stück in allen seinen Szenen mit sympathischem, gütigem Humor zu füllen.“